# Halesia carolina
Halesia carolina là một loài thực vật có hoa trong họ Bồ đề. Loài này được L. mô tả khoa học đầu tiên năm 1759.

## Hình ảnh

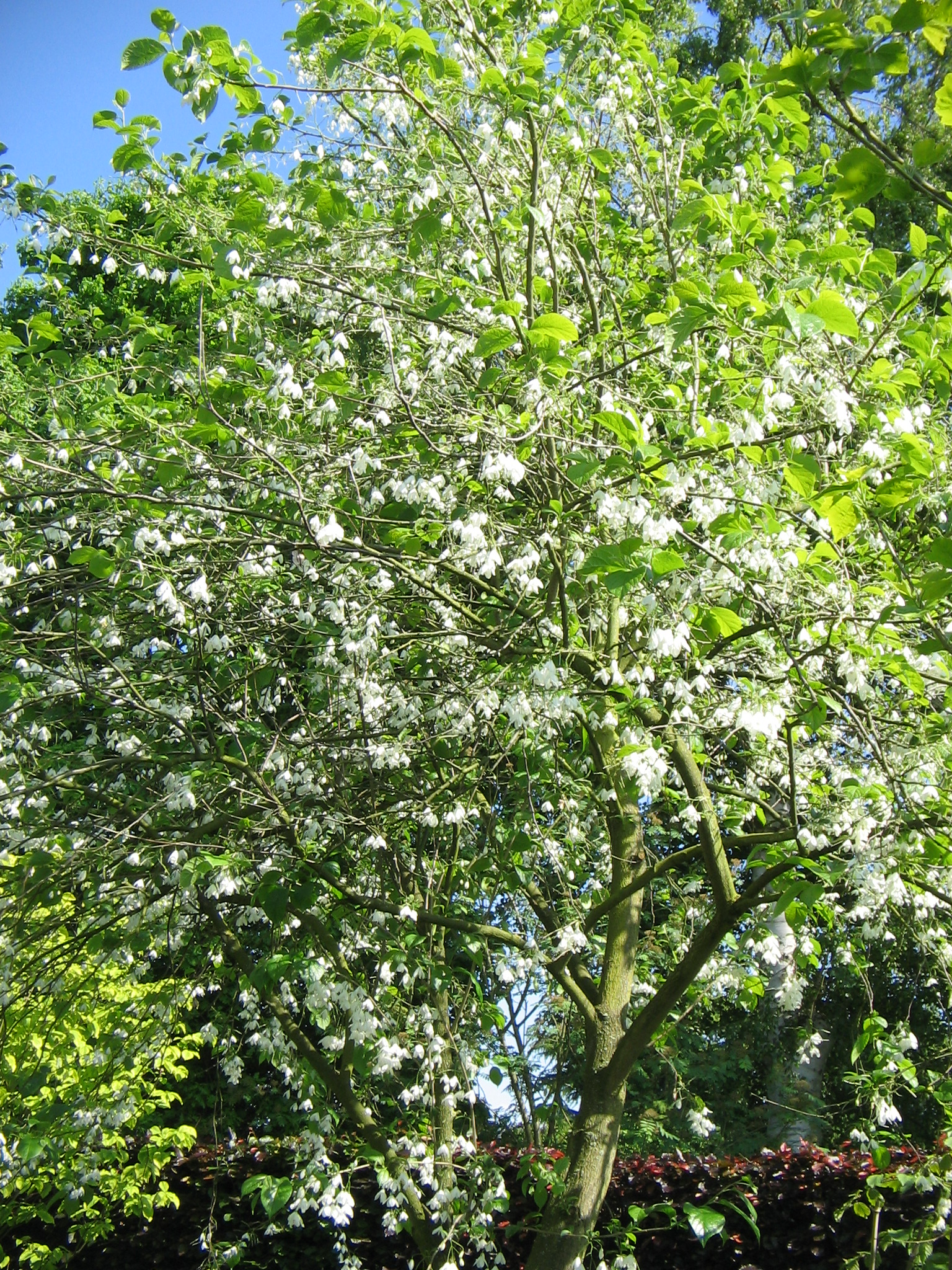
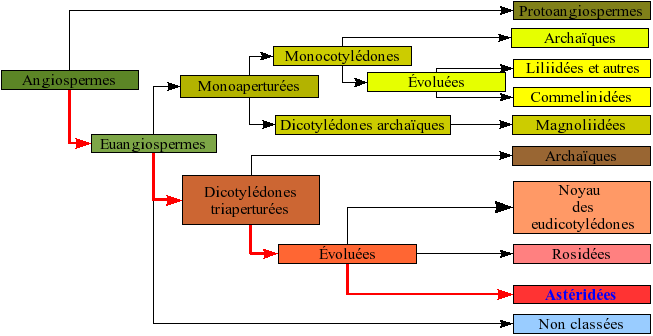
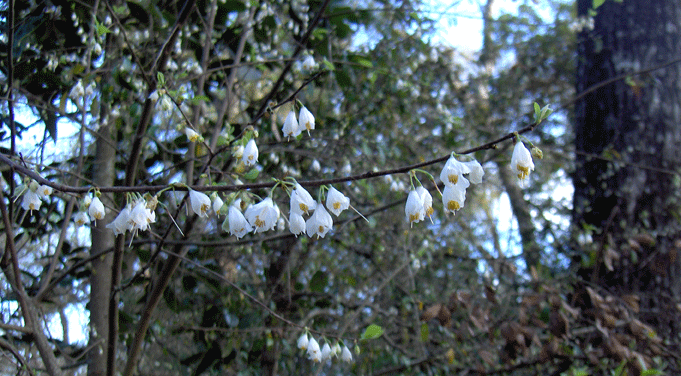
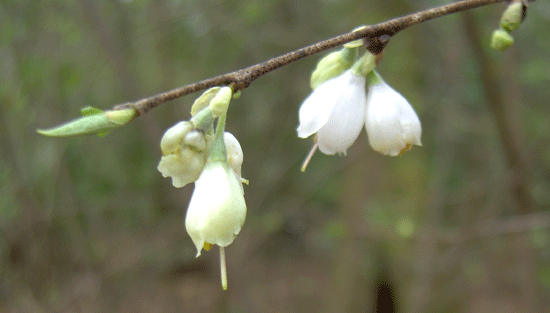